# 94 Ceti
Désignations
94 Ceti est un système stellaire triple de la constellation de la Baleine. Il se situe à ∼ 74,6 a.l. (∼ 22,9 pc) du Soleil et sa magnitude apparente est de 5,07.

## Propriétés
94 Ceti A, qui est l'étoile principale, est une étoile naine jaune-blanche de type spectral F8V avec une masse d'environ 1,3 fois celle du Soleil tandis que 94 Ceti B et 94 Ceti C sont deux naines rouges de type M0V et M3V, respectivement. La paire BC orbite autour de 94 Ceti A en 2 029 ans, tandis que B et C bouclent une orbite l'une autour de l'autre en une année environ. Selon le nouveau Sixth Catalog of Orbits of Visual Binaries, les étoiles A et B sont séparées d'une distance moyenne de 151 UA.
Un excès d'émission dans l'infrarouge en provenance de l'étoile primaire a été détecté, ce qui indique très probablement la présence d'un disque circumstellaire, orbitant à une distante de 95 ua. La température de la poussière est de 40 K.

## Système planétaire
Le 7 août 2000, la planète extrasolaire 94 Ceti b est découverte, gravitant autour de l'étoile principale.
| Planète | Masse    | Demi-grand axe (ua) | Période orbitale (jours) | Excentricité | Inclinaison | Rayon |
| ------- | -------- | ------------------- | ------------------------ | ------------ | ----------- | ----- |
| b (en)  | ≥1,68 MJ | 1,42                | 535,7 ± 3,1              | 0,30 ± 0,04  |             |       |